# Самопоміч (кооперативи)
«Самопоміч» — загальна назва кредитових ощадностево-позичкових кооператив, організованих за ініціативою Об'єднання Українців Америки «Самопоміч» у різних містах США, при більших її відділах: усі працюють на підставі дозволу урядового федерального бюро для кредитних спілок, яка проводить щорічні контролі. Кредитових кооператив «Самопоміч» у 1974 разом було 15, з понад 36 млн доларів ощадностей і 40 млн доларів балансової суми на кінець 1972. Як й інші українські кооперативи у США (9 з балансовою сумою 9 млн доларів), вони належать до ТУК — Товариства Української Кооперації, з місцем розташування у Чикаго.